# كوليسفيل (نيويورك)
كوليسفيل (بالإنجليزية: Colesville, New York)‏ هي بلدة أمريكية تقع في الولايات المتحدة في مقاطعة بروم، نيويورك. يقدر عدد سكانها بـ 5,232 نسمة ومساحتها 205.1 كم2 وترتفع عن سطح البحر 411 متر.